# 3379 Oishi
3379 Oishi је астероид главног астероидног појаса. Приближан пречник астероида је 12,89 ,
а средња удаљеност астероида од Сунца износи 2,353 астрономских јединица (АЈ).
Инклинација (нагиб) орбите у односу на раван еклиптике је 2,851 степени, а орбитални период износи 1318,929 дана (3,611 године). Ексцентрицитет орбите астероида износи 0,132.
Апсолутна магнитуда астероида износи 13,60 а геометријски албедо 0,038.
Астероид је откривен 6. октобра 1931. године.